# 設備

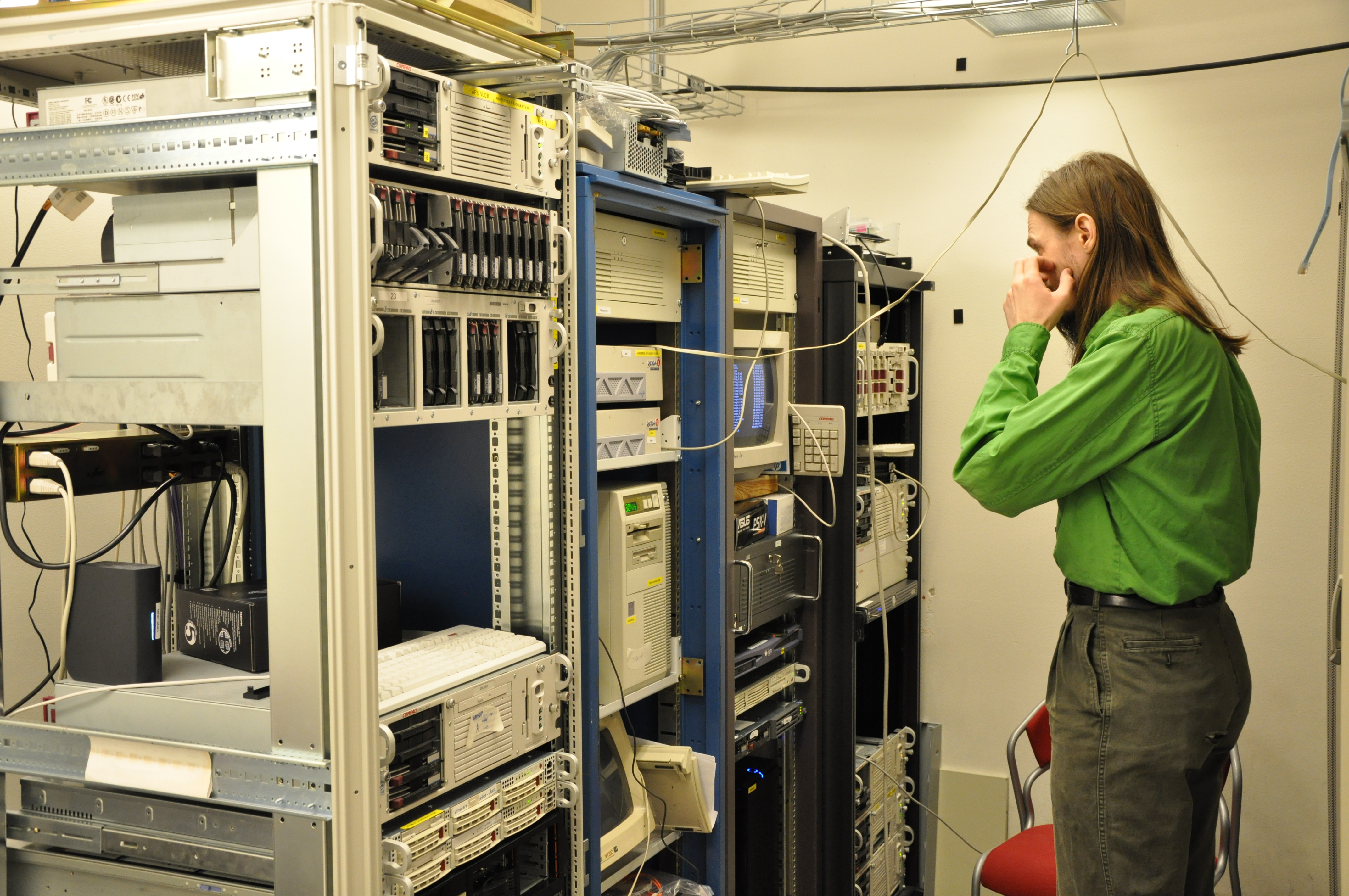
電腦設備房

設備通常是一群中大型的機具器材集合體，皆無法拿在手上操作而必須有固定的台座，使用電源之類動力運作而非人力。
設備一般而言都放置在專屬的房間例如機房、車間、廠房，因為運作時會產生噪音或廢氣，除了資訊設備是輸入輸出都是無形的信息之外，許多設備要輸入輸出有形的物料，所以更需要專門設計的場所才能順暢運作。

## 相關
- 耐久財